# S. Truett Cathy
Samuel Truett Cathy, född 14 mars 1921, död 8 september 2014, var en amerikansk företagsledare som var grundare av den amerikanska snabbmatskedjan Chick-fil-A, Inc. Han arbetade tidigare som styrelseordförande och VD för företaget mellan 1946 och 2013.
Den amerikanska ekonomitidskriften Forbes rankade honom som världens 224:e rikaste med en förmögenhet på $ 6,2 miljarder för den 3 mars 2014.
Cathy tjänstgjorde i den amerikanska armén under andra världskriget. Han var också verksam inom söndagsskola och där han var lärare för elever som var tonåringar.
Han är far till Bubba Cathy och Dan T. Cathy som båda arbetar inom företagsledningen för Chick-fil-A.
Den 8 september 2014 avled Cathy vid 93 års ålder.